# رود نمنیوگا
رود نمنیوگا (انگلیسی: Nemnyuga) یک رودخانه در استان آرخانگلسک کشور روسیه است.